# Dolichophis
Dolichophis is een geslacht van slangen uit de familie toornslangachtigen (Colubridae) en de onderfamilie Colubrinae.

## Naam en indeling
De wetenschappelijke naam van het geslacht werd in 1868 voorgesteld door Johannes von Nepomuk Franz Xaver Gistel.
Er zijn vier soorten, de soort Dolichophis cypriensis werd enige tijd tot het geslacht Hierophis gerekend. In de literatuur staat deze slang ook wel onder de verouderde naam bekend (Hierophis cypriensis).

### Soorten
Het geslacht omvat de volgende soorten, met de auteur en het verspreidingsgebied.
| Naam                              | Auteur         | Verspreidingsgebied |
| --------------------------------- | -------------- | --- |
| Dolichophis caspius               | Gmelin, 1789   | Albanië, Bulgarije, Griekenland, Kroatië, Macedonië, Roemenië, Turkije, Rusland, Moldavië, Oekraïne, Kazachstan, Georgië, Jordanië, Iran, Hongarije, mogelijk in Irak |
| Dolichophis cypriensis            | Schätti, 1985  | Cyprus |
| Pijlslang (Dolichophis jugularis) | Linnaeus, 1758 | Turkije, Griekenland, Israël, Syrië, Irak, Iran, Jordanië, Libanon |
| Dolichophis schmidti              | Nikolsky, 1909 | Rusland, Turkmenistan, Turkije, Georgië, Azerbeidzjan, Armenië, Iran, Jordanië, mogelijk in Irak                                                                      |

## Verspreiding en habitat
De verschillende soorten komen voor in delen van Europa, Azië en het Midden-Oosten. Ze leven in de landen Albanië, Armenië, Azerbeidzjan, Bulgarije, Cyprus, Georgië, Griekenland, Hongarije, Irak, Iran, Israël, Jordanië, Kazachstan, Koeweit, Kroatië, Libanon, Macedonië, Moldavië, Oekraïne, Roemenië, Rusland, Syrië en Turkije.
De habitat bestaat uit bossen, scrublands, moerassen en graslanden. Ook in door de mens aangepaste streken zoals landelijke tuinen en agrarisch gebieden kan de slang worden aangetroffen.

## Beschermingsstatus
Door de internationale natuurbeschermingsorganisatie IUCN is aan alle soorten een beschermingsstatus toegewezen. Drie soorten worden beschouwd als 'veilig' (Least Concern of LC) en de soort Dolichophis cypriensis staat te boek als 'bedreigd' (Endangered of EN).